# 理光THETA系列
理光THETA系列是理光公司的系列消费级数码相机产品，特色为使用一体双镜头设计，可拍摄360°{\displaystyle \times }180°的全天球照片。
该系列最初机型为于2013年在IFA发布的理光THETA，该机型确定了后续系列产品的设计风格，外观和尺寸基本都得以延续。
该系列最新款为于2019年2月发布的理光THETA Z1，采用1英寸传感器，支持4K规格的全天球视频拍摄。

## 概述

### 开发背景
用于收录一个位置上，周边所有图像信息的照片，被称作全景照片；这样的照片可以通过多次拍摄-后期拼合的方式获得，也可以使用专门设计的相机来获取。
全景的拍摄与暗房工作在胶片时代费时费力，而数码摄影的诞生，特别是数字暗房方面，诸多照片拼接软件的涌现，为全景图带来了新的机遇。全景图的应用方面，一些机构，如Google街景将全景用于展现城市风貌，用户在一个位置上，可以转动画面看到该处的所有建筑与街道，就如同在实地真的转身观看一般；一些地标建筑，如伦敦大火纪念碑也配置了全景系统以记录伦敦的天气和活动。
随着2007年以iPhone的发布，以及Android开放手机联盟的诞生为标志的智能手机浪潮掀起，随时随地的SNS需求改变了摄影的需求。既有的全景产品，在便携性和易用性上不能满足分享需求，以此为契机，理光公司的全景产品投入了开发。

### 基本设计

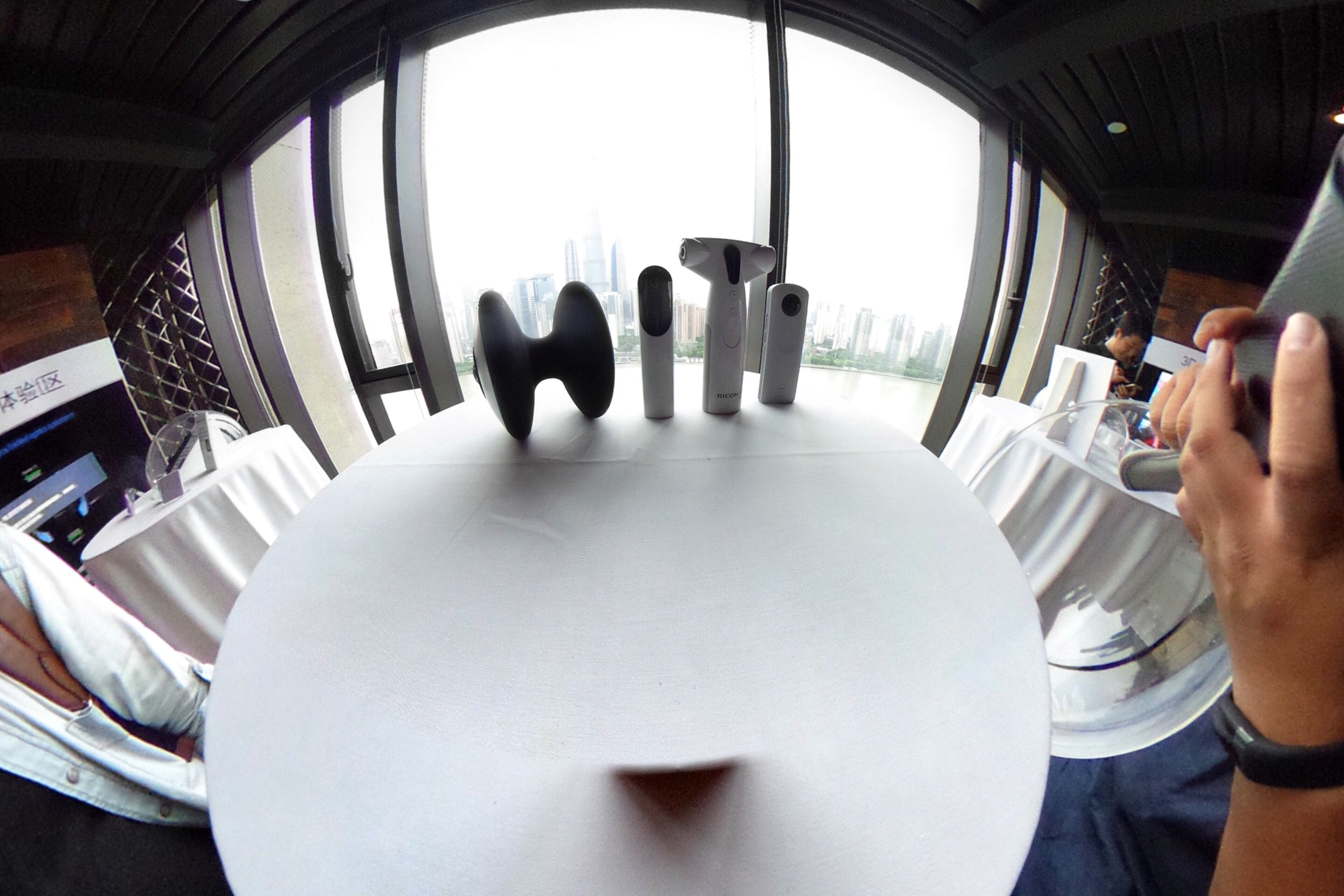
展出的THETA几款原型机

理光THETA系列产品，从初代机到最新的V，一直保持了差不多的外形样貌——类似钢笔长度的薄板两侧正对位置各安置一枚鱼眼镜头,一面的镜头下方安防了快门钮，而其他的按键都排布在机身侧面。必要的充电与数据接口安排在机身底部，同时底部正中保留了照相机上通行的1/4英寸螺纹，可以接驳脚架等的安装。
在2012年Photokina展览会及2013年CP+时披露的原型机，则展现了更为朴素的设计思维，两个相对的镜头部突出机身，如双髻鲨造型。而最终于2013年下半发布的消费版机型，则大大缩小了突出部分，究其原因，在于对内部光路加入了潜望式光学系统（英語： 日语：），在二十一世纪的第一个十年，由美能达DiMAGE X系列率先应用，随后其他厂商跟进而掀起了一波卡片机的热潮。

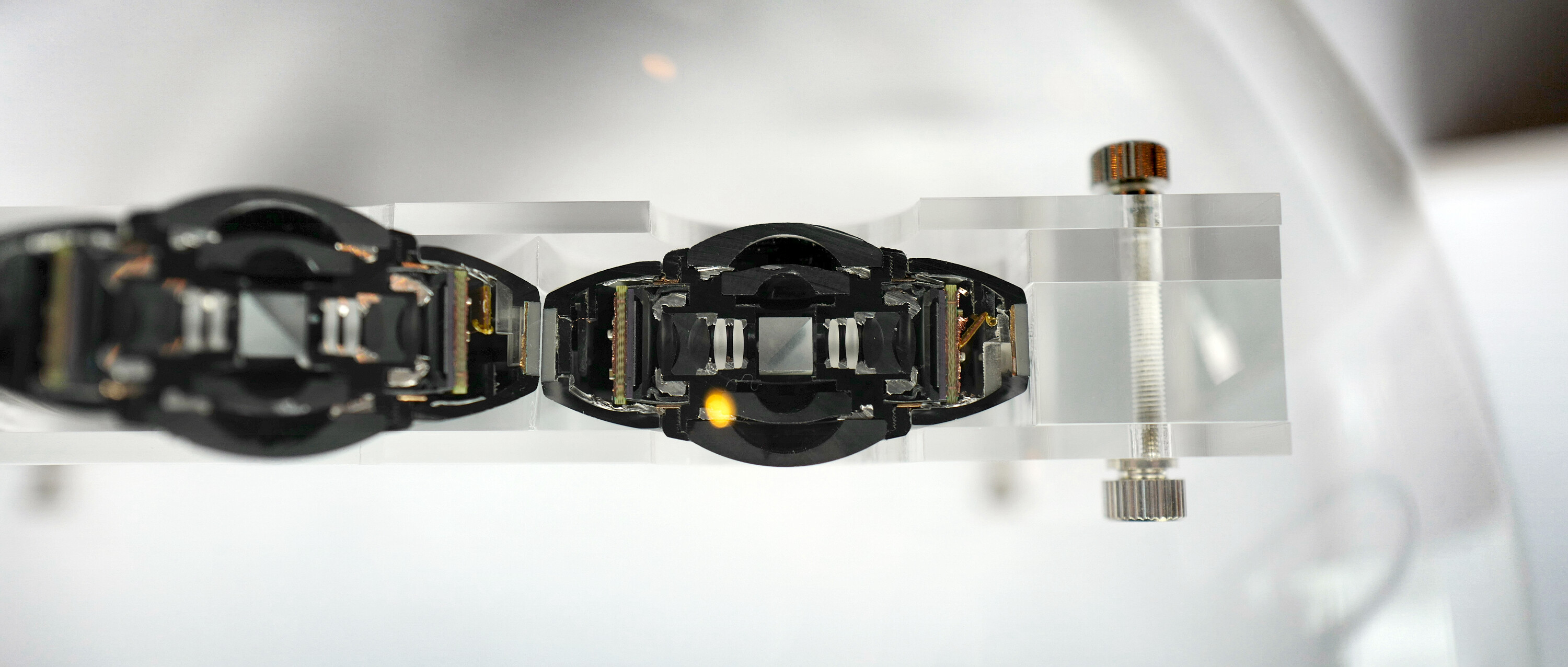
理光THETA V的剖面图，屈曲光学系折叠了光路，使得小型化成为可能

这样结构的应用，除了明显的体积缩小的优点之外，也减小了由于镜头距离过远，而在双镜头法线平面上造就的盲区范围。日经BP技术的分析报道，用同心圆测试展现了THETA的盲区，显示了其近距表现，具有高度的实用性。
两个圆周鱼眼镜头拍摄的画面，经过内部的合成，以全景图常用的等距长方投影方式以jpg格式保存。这类规格固定长宽比为2:1，需要以专用的软件，如对应的智能手机APP观看，可以旋转选择特定的区域，并进行放大。
开发团队在采访中提及，使用θ作为产品名称，是由于从上方观察相机，两个相对的突出镜头形似该希腊字母。

### 系列追加功能
该系列的第二款，后缀m15的机型保留了基本硬件设计的同时，尝试性地追加了视频功能。

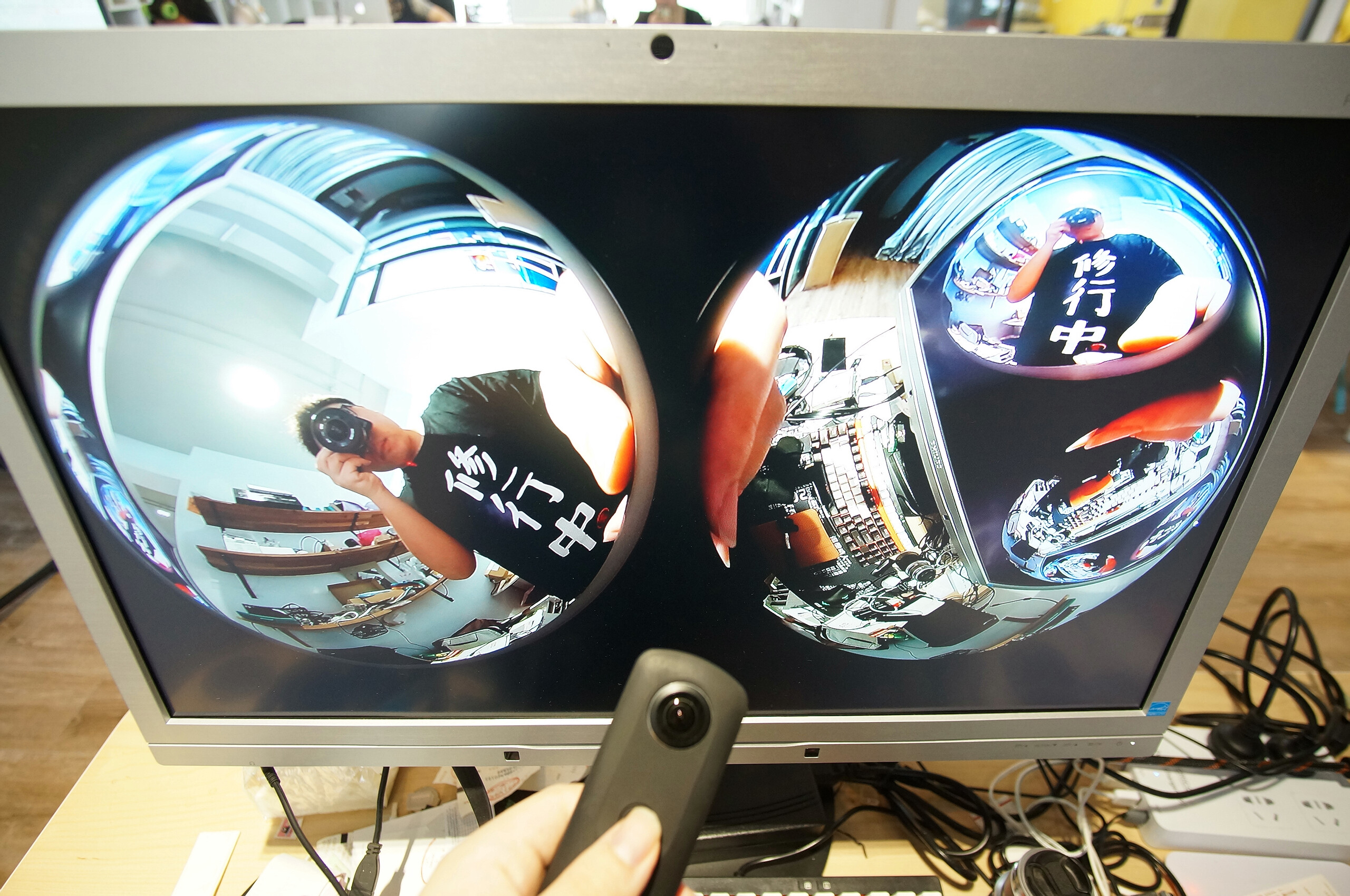
理光THETA S在Live模式下，以底部Micro HDMI接口直接输出的情况。可以看到并没有拼合，而是独立的两个鱼眼镜头成像。

之后于2015年发布的RICOH THETA S，做了较大改进，将系列带入了新的阶段。传感器升级到1/2.3英寸的主流规格，此为便携类特殊用途数码机（如GoPro）的一个常用规格；为了对应新的传感器尺寸，镜头也重新设计以匹配，光圈定为F2。视频除了延长单段持续时间到25分钟外，并没有提升分辨率，但为直播应用设计了UVC支持，在底部给出了Micro HDMI接口，但受限于处理机能，视频与输出的画面无法实时拼合。
THETA S对于直播推流的尝试，在理光公司内产生了另外的分支项目——RICOH R。该机主打视频直播的研究应用，根据Watch Impress的报道，该机在开发过程中参考了THETA S的既有设计并且进行了改进。这一项目在CES 2017披露，平行于THETA系列并无隶属关系。
2017年的THETA V将视频分辨率提到4K规格，同时在机内设置了4个麦克风，可以收录全向的音频信息，于回放的时候根据头部方向参数进行混合重整。该全景声技术（日语：空間音声記録）理论基础可追溯到起源于20世纪70年代的立体混响，但以发布时的视频容器格式无法支持，仅能在对应手机APP观看与Youtube分享渠道获得该体验。V由于内部处理器性能提升，推流时可直接输出以等距矩形投影规格的画面。同时内置了Android系统，并且针对第三方开发者开放，允许编写插件在V上执行；其内置了一款使用Miracast进行无线投屏的插件，可在智能电视或支持的OTT盒上，播放机内的全景照片与视频，V机身可当作遥控器使用。

## 历代机型
截至2019年2月，理光THETA一共有6款型号（特殊联名款不计）。
RICOH THETA
初代机型
RICOH THETA m15
2014年11月发布。加入了视频录制功能，以MPEG-4 AVC/H.264编码。在2015年的固件更新中，视频录制时间延长到最长5分钟。具有蓝黄红白四色。
RICOH THETA S
2015年9月发布，外观不变，感光元件升级到1/2.3英寸规格，镜头也使用新设计的6群7枚，开放光圈F2。静止图像支持最高5376×2688规格，视频拍摄时间延长到15分；此外，底部提供了 type D 型的HDMI输出接口。仅提供黑色款。
RICOH THETA SC
2016年10月推出，基本规格与THETA S类似，缩短视频时长，不提供底部的HDMI输出串流，但提供四种颜色可选。可视作经济版机型。
2017年8月，理光为初音未來诞生十周年，推出特别联名版本THETA SC Type HATSUNE MIKU，机身为标志性蓝绿色，其具有初音未来形象。除了基本的功能外，可以在专属APP中为全景照片添加miku形象。该特别版全球限量发售3939台。
RICOH THETA V
2017年9月发布机型，相比S主要在视频录制上有较大进步，增加了对4K规格视频记录的支持；同时内部处理器使用了高通公司的骁龙产品，提升机内性能的同时降低了功耗。除加速度感應器以外同時搭載陀螺儀，並新增Wi-Fi 5GHz頻段支援與藍芽通信。伴随的功能改进还有全景声收录的支持，同時能透過安裝插件方式新增功能。
RICOH THETA Z1
2019年2月發布，機身材質變更為鎂鋁合金，感光元件升級為1英吋規格，鏡頭升級為10群14枚並具有可調式光圈 （f/2.1, f/3.5, f/5.6），靜止圖像支持最高6720×3360規格，能同時輸出JPEG與Adobe DNG格式Raw檔案。Wi-Fi新增IEEE_802.11ac支援以達到更高的傳送速度。新增的OLED螢幕能確認拍攝狀態與電池容量。
| 特性                          | 初代        | M15             | S                                    | SC                                   | V                                                 | Z1                                                |
| ----------------------------- | ----------- | --------------- | ------------------------------------ | ------------------------------------ | ------------------------------------------------- | ------------------------------------------------- |
| 外观尺寸 (mm)                 |             | 41×127×23       | 44×130×22.9                          | 45.2×130.6×22.9                      | 45.2×130.6×22.9                                   | 48×132.5×29.7                                     |
| 重量 (g)                      |             | 113             | 125                                  | 102                                  | 121                                               | 182                                               |
| 有效像素 (以MP百万像素计，2x) | 6           | 6               | 12                                   | 12                                   | 12                                                | 23                                                |
| 输出分辨率 (max)              |             | 3.584 × 1.792   | 5376×2688                            | 5376×2688                            | 5376×2688                                         | 6720×3360                                         |
| 特殊功能                      |             |                 | 自拍定时器 降噪 阴影高光修正 HDR合成 | 自拍定时器 降噪 阴影高光修正 HDR合成 | 自拍定时器 降噪 阴影高光修正 HDR合成 安卓系统插件 | 自拍定时器 降噪 阴影高光修正 HDR合成 安卓系统插件 |
| 快门速度 (秒)                 |             | 1/8000 ～ 1/7.5 | 自动 1/6400 ～ 1/8 手动 1/6400 ～ 60 | 自动 1/8000 ～ 1/8 手动 1/8000 ～ 60 | 自动 1/25000 ～ 1/8 手动 1/25000 ～ 60            | 自动 1/25000 ～ 1/8 手动 1/25000 ～ 60            |
| ISO                           | 100 - 1600  | 100 - 1600      | 100 - 1600                           | 100 - 1600                           | 64 - 1600 手动拍照可使用3200 视频可使用6400       | 80 - 6400                                         |
| 传感器尺寸                    | ?           | ?               | 1/2.3                                | 1/2.3                                | 1/2.3                                             | 1                                                 |
| 对焦区域 (米)                 | 0.1 - ∞     | 0.1 - ∞         | 0.1 - ∞                              | 0.1 - ∞                              | 0.1 - ∞                                           | 0.4 - ∞                                           |
| 视频录制分辨率 (最高)         | -           | 1920×960        | 1920×1080                            | 1920×1080                            | 3840×1920                                         | 3840×1920                                         |
| 视频帧率 (fps)                | -           | 15              | 30                                   | 30                                   | 30                                                | 30                                                |
| 单段视频最长持续时间 (分钟)   | -           | 3               | 25                                   | 5                                    | 5 (4K规格) 25 (2K规格)                            | 5 (4K规格) 25 (2K规格)                            |
| 实时流                        | -           | -               | UVC, HDMI                            | -                                    | UVC, MicroUSB                                     | UVC, USB-C                                        |
| 外部接口                      | MicroUSB    | MicroUSB        | MicroUSB, HDMI 1.4 (Type-D)          | MicroUSB                             | MicroUSB, TRS 3.5mm                               | USB-C (3.0)                                       |
| 内置存储空间 (GB)             | 4           | 4               | 8                                    | 8                                    | 19                                                | 19                                                |
| 应用支持                      | iOS/Android | iOS/Android     | iOS/Android/PC                       | iOS/Android/PC                       | iOS/Android/PC                                    | iOS/Android/PC                                    |
| 发布时间                      | 2013-09     | 2014-11         | 2015-09                              | 2016-10                              | 2017-09                                           | 2019-02                                           |

## 附件与兼容性
官方附件
| 附件名称       | THETA | THETA m15 | THETA S | THETA SC | THETA V | THETA Z1 |
| -------------- | ----- | --------- | ------- | -------- | ------- | -------- |
| 防护壳TH-1     | 是    | 是        | 是      | 是       | 是      | 否       |
| 防护壳TH-2     | 是    | 是        | 是      | 是       | 是      | 否       |
| 鏡頭蓋TL-1     | 否    | 否        | 否      | 是       | 是      | 否       |
| 鏡頭蓋TL-2     | 否    | 否        | 否      | 否       | 否      | 是       |
| 水下防护壳TW-1 | 否    | 否        | 是      | 是       | 是      | 否       |
| 延长适配器TE-1 | 是    | 是        | 是      | 是       | 是      | 是       |
| 快门线CA-3     | 否    | 否        | 是      | 是       | 是      | 是       |
| 3D麦克风TA-1   | 否    | 否        | 否      | 否       | 是      | 否       |

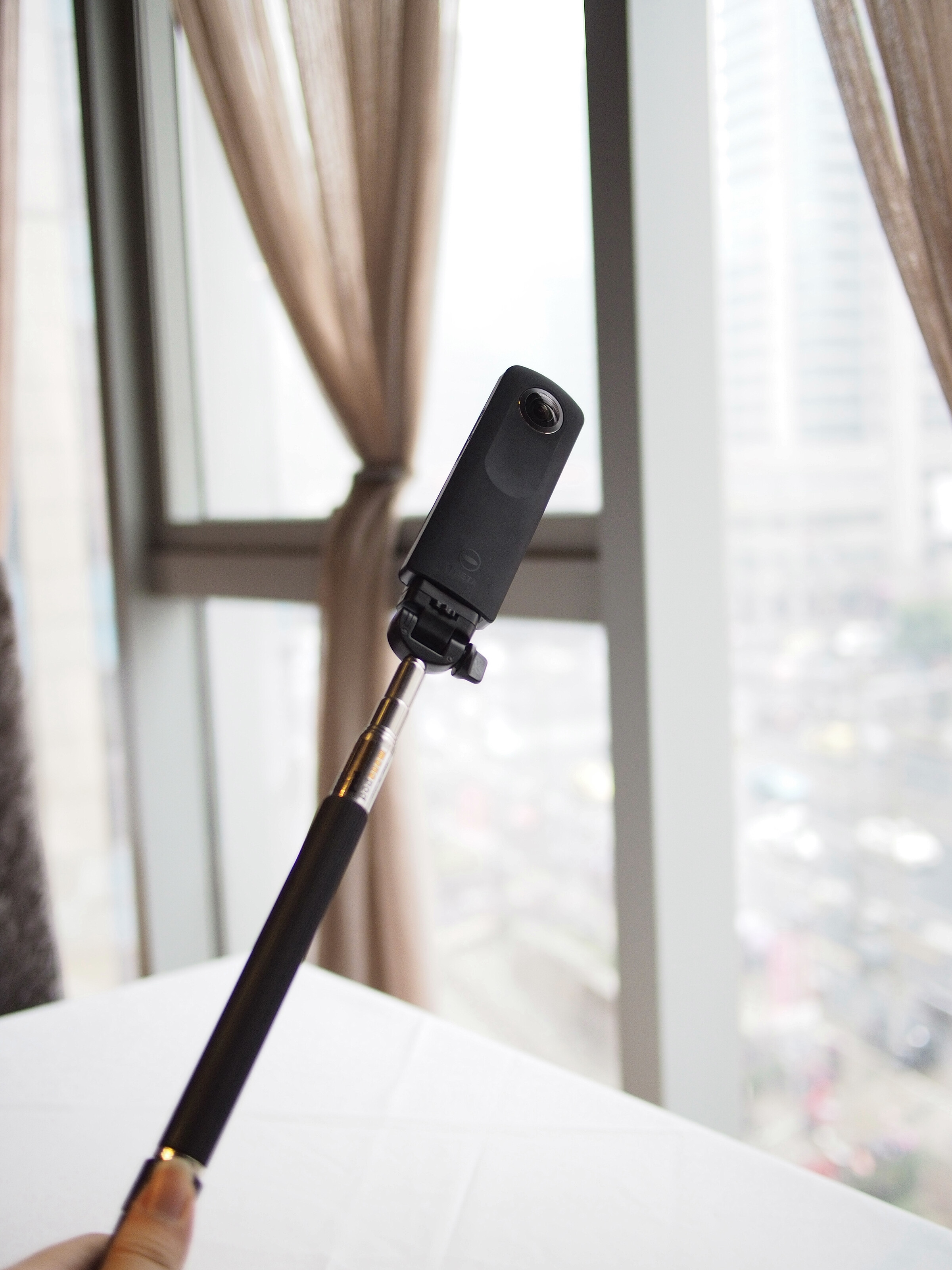
配合接触部较小的自拍杆来使用THETA，在全天球画面中可以完美隐藏

除功能性附件外，官方亦推出收纳与装饰用的产品以丰富消费市场选择，详见官网 （页面存档备份，存于）。
第三方附件
在理光THETA上可应用的第三方附件较为广泛。例如十分常见的自拍杆，选择底部较小的类型以配合THETA，由于刚好处在两枚镜头的中心交界面上，在最后的全景照片中并不会出现，而使得全景照片显得自然。
此外，还可以与迷你脚架结合，拍摄固定位置的全景照片。

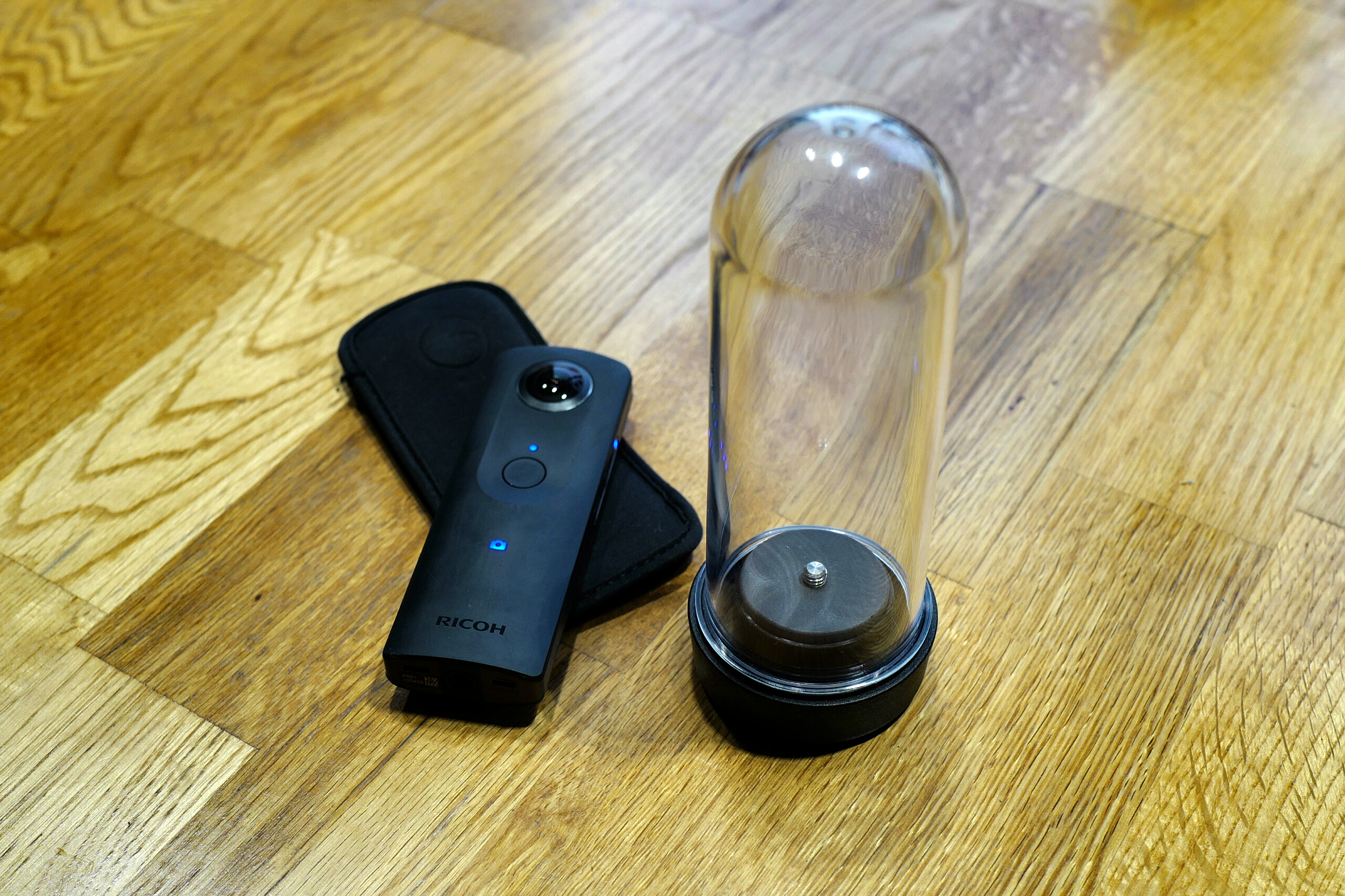
防护壳TH-1
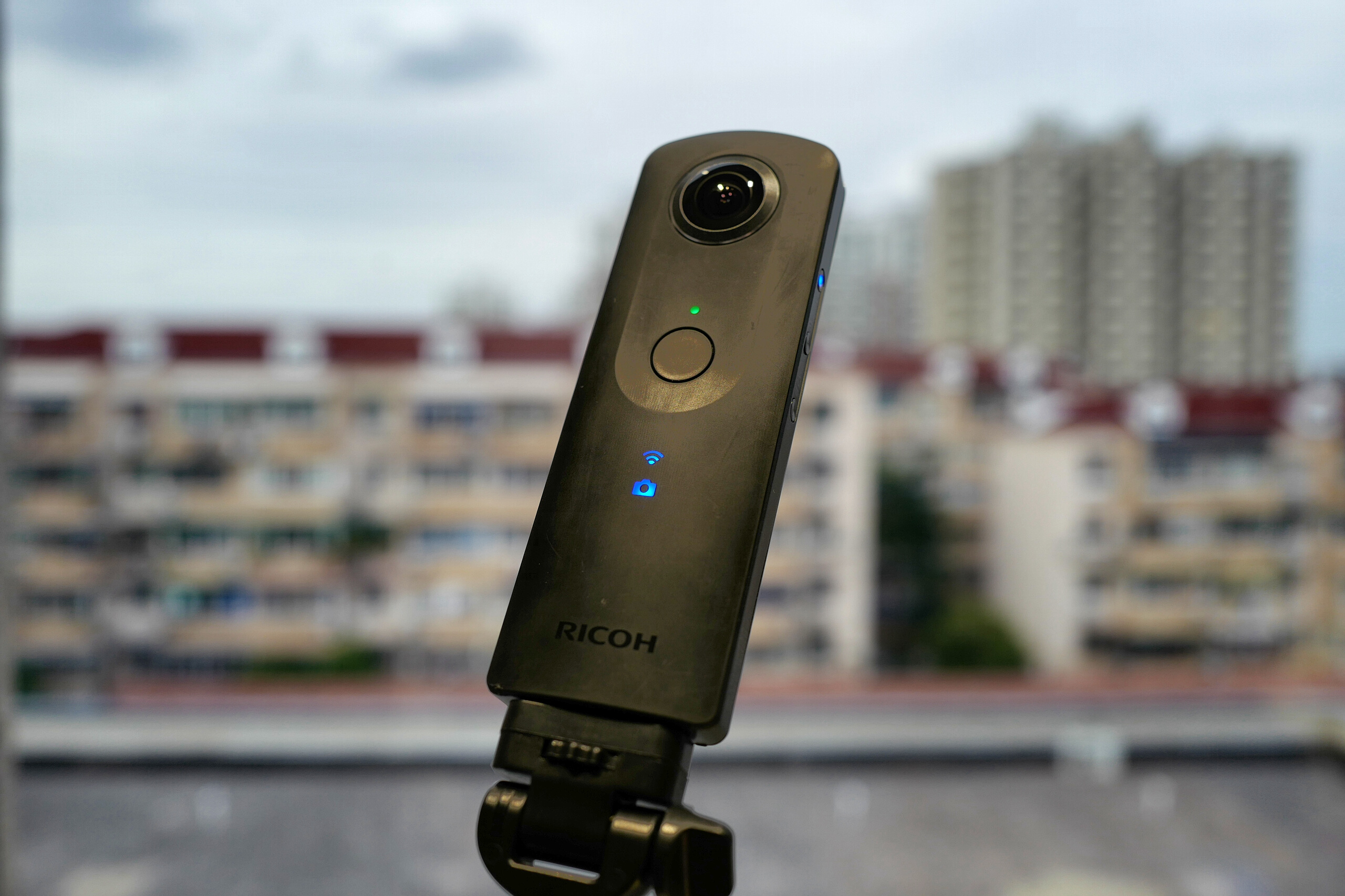
在自拍杆端的THETA S
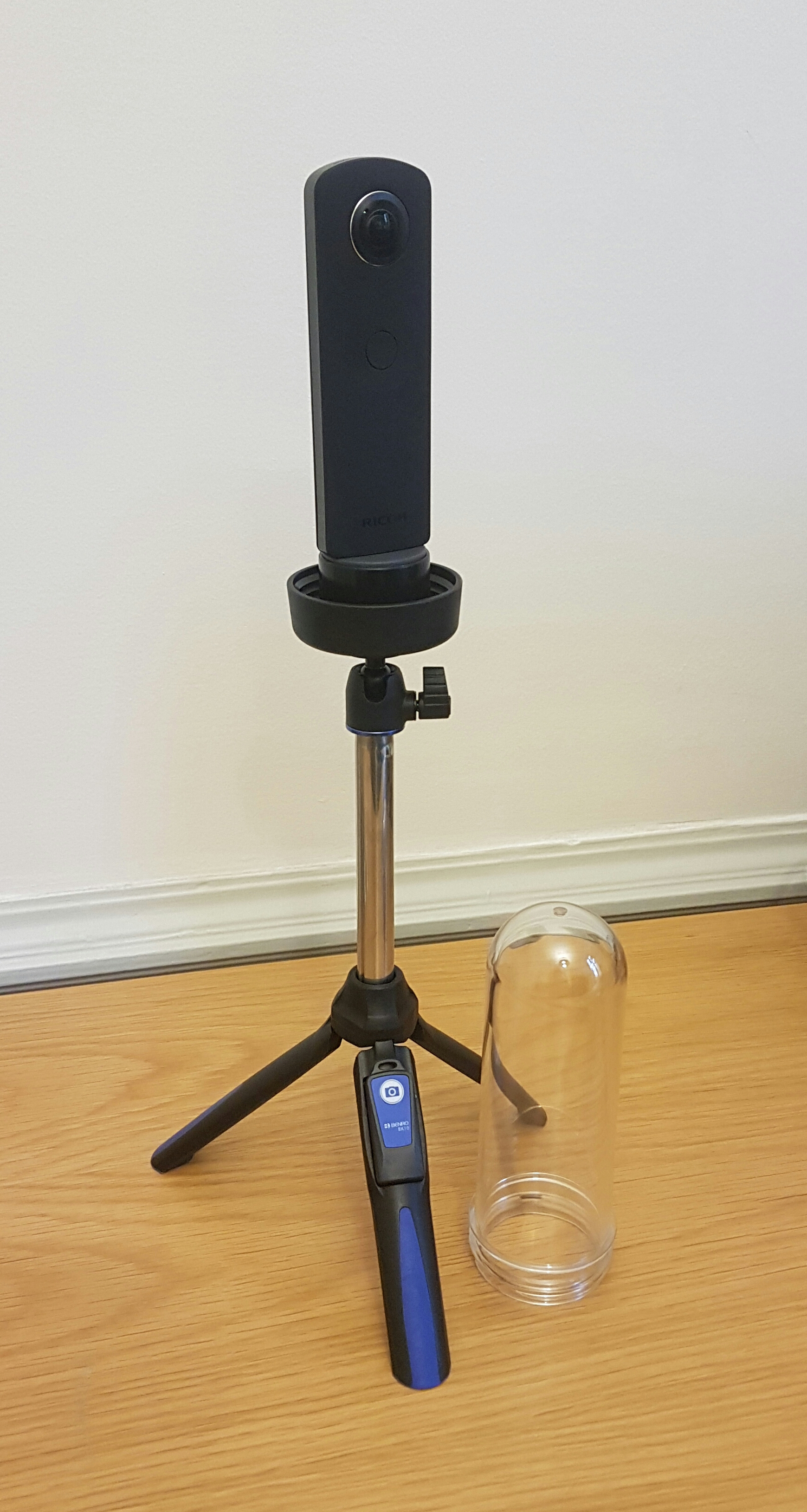
THETA与迷你脚架

## 影响
- 2014年，名古屋文理大学（日语：名古屋文理大学）会同Gocco（日语：Gocco）策划了利用气象气球携带THETA进入大气层，进行持续拍照观测的活动。该活动在2014年6月14日施行，放球地址为高知县高冈郡梼原町，最终于室戶岬西方冲10km的地点回收[19]。

- 2015～2016年，伴随THETA S的发布，画质得到较大改善，同时也有其他竞争机型涌入，Google街景开始鼓励用户以全景相机拍摄的图片，上传以丰富其图库；THETA S即为推荐的工具机型[20]。同时，略有实验性质地推出针对经营性场所的全景拍摄聘请计划，商户和可信的全景摄影师通过Google街景服务作为中间介绍人，由摄影师为商户拍摄店内全景图以上传街景服务[21]；其演示视频即出现了THETA S[22]。

- 2016年，随着PlayStation  VR的推出，理光将THETA S与SC与其进行了联动。使得配合PlayStation 4在PS VR中可以直接观看连线的THETA S、SC内的全景图片与视频[23][24]。

事实上，与PlayStation开发密切相关的SIE，其全球工作室总裁吉田修平就是一名THETA用户，其经常在推特上晒出自己用THETA拍摄的合影。
- 2017年5月，理光员工Olivier Vriesendorp登顶珠穆朗玛峰，使用THETA S进行了拍摄[28]。